# 马尼切
马尼切（葡萄牙語：Maniche，1977年11月11日—），本名努諾·里卡爾多·奧利韋拉·里貝羅，前葡萄牙足球運動員，司職中場。

## 生平

### 球會
馬尼切出生於葡萄牙首都里斯本，首間效力的球會是葡萄牙的賓菲加，但在聯賽上未有上陣。次季，文尼治被外借至當時為葡甲的艾華卡長達三季，在外借的三季之中，文尼治聯賽上陣的次數為78次，得到10球進球。
在艾華卡的三季後，文尼治返回賓菲加，在返回賓菲加的首季之中，文尼治上陣28場聯賽，取得10入球。2000年至2001年的球季之中，文尼治在26場的聯賽中有1球入球，並得到穆里尼奥的賞識而成為球隊隊長，及後一季，文尼治被傳出將加盟葡超的另一支強隊，波圖，而又遲遲不肯續約，最終在聯賽未有上陣機會。
2002年至2003年的球季中，文尼治加盟波圖，再次成為穆里尼奥旗下的球員，次季，文尼治協助球會贏得聯賽、葡萄牙杯、葡萄牙超級杯以及歐洲足協盃的冠軍，2004年至2005年球季，文尼治不但助球會蟬聯聯賽與葡萄牙杯冠軍，更於歐聯決賽中以3:0擊敗法國的摩納哥，贏得歐冠杯冠軍。
奪得多個錦標後，文尼治以破俄羅斯轉會費的1,600萬歐元加盟俄超聯賽的莫斯科戴拿模，但由於未能適應球賽環境，一直未能達到在葡萄牙時的表現。後來於2006年1月，以外借形式成為車路士的球員，第三度成為摩連奴的球員。半年後文尼治受到歐洲多家球會的招攬，包括曼聯和國際米蘭，最後轉投西班牙球會馬德里體育會，但2008年1月冬季轉會市場開放後，正式租借到意大利班霸國際米蘭。
2008年夏季借用期滿後文尼治返回馬德里體育會，但於2009年2月與球會領導層發生爭議而被雪藏，更在球季結束前的5月6日被提前解約放棄。7月20日文尼治加盟德甲球會科隆，簽約兩年。
於2010-11賽季，以自由轉會身份返回葡超士砵亭，簽約一年。但因傷患影響，表現下滑，一季後決定不再續約，宣佈退役。

### 國家隊
文尼治首次為國家隊上陣是於2003年對巴西的球賽，在2004年歐洲國家杯中，文尼治成為了隊中的主力球員之一，並於四強賽中以一球入球把荷蘭淘汰出局，最終獲得亞軍，並入選歐洲足協明星隊的一員。2006年世界盃文尼治亦隨國家隊出賽，帶領球隊一直打進四強，同時還入選該屆世界杯金球獎首10名。
他的弟弟若热·里贝罗也是一名足球运动员。

## 榮譽
- 葡萄牙超級聯賽冠軍：2002、2003
- 歐洲足協杯冠軍：2003
- 歐洲聯賽冠軍杯冠軍：2004
- 歐洲國家杯亞軍：2004
- 世界杯殿軍：2006
- 意大利甲組聯賽冠軍：2008

## 外部連結
- Stats and profile at Zerozero （页面存档备份，存于）
- PortuGOAL profile （页面存档备份，存于）
- BDFutbol profile （页面存档备份，存于）